# Diaea albicincta
Diaea albicincta es una especie de araña cangrejo del género Diaea, familia Thomisidae. Fue descrita científicamente por Pavesi en 1883.

## Distribución
Esta especie se encuentra en Congo, Etiopía y África Oriental.